# Wisselsrod
Wisselsrod ist ein Ortsteil der Gemeinde Dipperz im osthessischen Landkreis Fulda.

## Geographische Lage
Das kleine Dorf Wisselsrod ist rund eineinhalb Kilometer vom Kernort Dipperz entfernt und liegt südwestlich davon in der Rhön, und zwar im Talsystem der Haune. Durch die Gemarkung fließt der Holzbach, der von rechts und Osten in die obere Haune einmündet. Die Gemarkungsfläche beträgt 238 Hektar (1961), davon sind 29 Hektar bewaldet.

## Geschichte
Der Name Wezelesrot wurde erstmals in der Grenzbeschreibung der Pfarrei Margretenhaun aus dem Jahre 1093 genannt.
Im Zuge der Gebietsreform in Hessen verloren letzte kleine Gemeinden wie Wisselsrod kraft Gesetzes ihre Eigenständigkeit. So wurden mit Wirkung vom 1. August 1972 die Gemeinden Armenhof, Dipperz, Dörmbach, Finkenhain, Friesenhausen, Kohlgrund, Wisselsrod und Wolferts zu einer Gemeinde mit dem Namen Dipperz zusammengeschlossen.

## Verkehr
Durch Wisselsrod führt die Landesstraße 3258, die von Dipperz und der Bundesstraße 458 über Kohlgrund nach Dietershausen führt.